# Ceryx ericssoni
Ceryx ericssoni là một loài bướm đêm thuộc phân họ Arctiinae, họ Erebidae.